# Hùng An, Tuyên Quang
Hùng An là một xã thuộc tỉnh Tuyên Quang, Việt Nam.

## Địa lý
Xã Hùng An nằm ở phía đông nam huyện Bắc Quang, có vị trí địa lý:
- Phía đông giáp tỉnh Tuyên Quang và xã Vô Điếm
- Phía tây giáp xã Tiên Kiều
- Phía nam giáp xã Vĩnh Hảo
- Phía bắc giáp thị trấn Việt Quang và các xã Việt Hồng, Quang Minh.

Xã Hùng An có diện tích 36,43 km², dân số năm 2019 là 9.023 người, mật độ dân số đạt 248 người/km².

## Lịch sử
Ngày 19 tháng 2 năm 1986, Hội đồng Bộ trưởng ban hành Quyết định số 14/1986/QĐ-HĐBT về việc thành lập xã Việt Hồng trên cơ sở điều chỉnh 236 hécta đất với 150 nhân khẩu của xã Hùng An.
Xã Hùng An có diện tích tự nhiên 656 hécta với 2.823 nhân khẩu.
Ngày 13 tháng 10 năm 2021, UBND tỉnh Hà Giang ban hành Quyết định số 2110/QĐ-UBND về việc công nhận xã Hùng An là đô thị loại V.